# Kakegurui - Jucătorul Obsesiv

Titlul original in japoneză.

Kakegurui – Jucătorul Obsesiv (賭ケグルイ Kakegurui?) este o serie de manga japoneză scrisă de Homura Kawamoto și ilustrată de Tōru Naomura, care a început serializarea în Gangan Joker Square Enix din martie 2014 și este licențiată în engleză de Yen Press. Un manga prolog derivat, Kakegurui Twin , a inceput serializarea in Gangan Joker din 2015. O adaptare de televiziune anime de către MAPPA difuzată în Japonia în perioada 1 iulie - 23 septembrie 2017 și o adaptare dramatică în direct în Japonia în 2018. Un al doilea sezon intitulat Kakegurui ×× a avut premiera pe 8 ianuarie 2019. Aceste serii au inspirat, de asemenea, numeroase lucrări, incluzând și titlul inspirat de manga Kakegurui Twin.